# اركيميدي موريلو
اركيميدي موريلو (بالإيطالية: Archimede Morleo)‏ (26 سبتمبر 1983 بميسانيي في إيطاليا - ) هو لاعب كرة قدم إيطالي في مركز الظهير. لعب مع نادي بولونيا ونادي كاتانزارو ونادي كروتوني وASD GC Sora ‏ وAtletico Roma FC ‏ وكارسو كالتشيو ‏.

## روابط خارجية
- اركيميدي موريلو على موقع قاعدة بيانات كرة القدم.إي يو (الإنجليزية)
- اركيميدي موريلو على موقع Soccerway.com (الإنجليزية)
- اركيميدي موريلو على موقع عالم كرة القدم.نت (الإنجليزية)
- اركيميدي موريلو على موقع AS.com (الإسبانية)